# Freies Land (1946)
Freies Land von Regisseur Milo Harbich ist nach Die Mörder sind unter uns der zweite deutsche Spielfilm der Nachkriegszeit, der zweite deutsche Trümmerfilm und der zweite Film der DEFA.

## Handlung
Der Film behandelt das Flüchtlingsschicksal in einem in der Mark Brandenburg gelegenen Dorf in der Westprignitz. Zu den Flüchtlingen gehört Frau Jeruscheit, deren Mann infolge des Krieges als vermisst gilt, die auf der Flucht eines ihrer Kinder verlor und am Wegesrand begraben musste. Die Flüchtlinge, die das Land der von dort geflohenen sogenannten Junker erhalten haben, entwickeln sich sukzessive zu einer solidarischen Dorfgemeinschaft. 
Es entsteht die gegenseitige Bauernhilfe. Ein Altbauer findet sich nur schwer mit den neuen Verhältnissen ab. Schließlich taucht auch Frau Jeruscheits verschollen geglaubter Mann wieder auf. Die Fabrikarbeiter in den Städten zeigen sich solidarisch und stellen die Geräte her, die von der Landbevölkerung benötigt werden.

## Produktionsnotizen
Gedreht wurde ohne Atelier an der Elbe bei Perleberg und in der Mark Brandenburg. Heinrich Beisenherz schuf die Filmbauten, Kurt Hahne war Produktionsleiter. Freies Land erlebte am 18. Oktober 1946 im Potsdamer Charlott seine Premiere.